# Mont Iboundji
Mont Iboundji är ett berg i Gabon, en av de högsta topparna i Massif du Chaillu. Det ligger i provinsen Ogooué-Lolo, i den centrala delen av landet, 300 km sydost om huvudstaden Libreville. Toppen på Mont Iboundji är 980 meter över havet. Den har ibland felaktigt beskrivits som Gabons högsta punkt.